# 美国共产党中国局
美国共产党中国局，是1920年代至1940年代，美国共产党内部负责在美华人华侨党员的机构。

## 历史
1927年四一二事件后，在美国旧金山的部分中国留学生施滉、徐永煐等加入美国共产党并创办美国华侨群众组织“美国华侨与中国革命大同盟”。1927年5月，美共中央委员会下设中国局，由在旧金山的美共第十三区委员会具体领导。中国局是发展华侨华人留学生党员的组织。在旧金山创办的美国华侨群众组织“美国华侨与中国革命大同盟”，以美国社会最底层的华人苦力劳动者为对象，在费城创办支部。宗旨是团结爱国侨胞，声援国内爱国反帝运动。
1927年6月召开了中国局第一次代表大会。选举产生了中国局委员会，施滉任书记，徐永煐、冀朝鼎等为委员，罗静宜任妇女组织员。此后,中国局还陆续在旧金山、纽约、费城、芝加哥、波士顿、威斯康星等地设立分局。1928年初，徐永煐在三藩市组织华侨青年工人及学生成立了“华工俱乐部”，这是群众组织工作的开端。1928年春末，徐永煐到纽约深入唐人街发展和组织华侨，维护侨胞自身权益声援国内革命，组织起来的洗衣馆工会和餐馆工会等华侨社团。1928年12月，施滉去加拿大、古巴等华人聚集地开展工作。1929年初中国支部局召开二大时，共有华人华侨党员三十三人，其中工人二十六人,学生六人,店员一人。
1929年初，中国支部局随美共中央从旧金山迁往纽约。1930年，中国革命大同盟改组为“美洲华侨反帝大同盟”（All America Alliance of Chinese Anti-Imperialists），在纽约设立总盟。陈其瑗担任美国华侨反帝大同盟总部秘书。
1933年起，工作重点转为组织发动华侨建立自己的团体，维护侨益，扩大群众影响。1933年4月30日，在“美洲华侨反帝大同盟”领导下，纽约华侨洗衣馆联合会(简称“衣联会”)成立。头一件事就是派代表出席纽约市议会关于限制洗衣馆营业法案的辩论并取得反歧视性条文的胜利，使得其成员迅速发展到2400多人，影响力延续二十多年直至麦卡锡运动时。
1935年夏，工作重点转为支援国际反法西斯阵线和国内抗战。抗日战争爆发后，徐永煐、唐明照、陈其瑗以“衣联会”等左翼侨团发起成立了纽约“全体华侨抗日救国筹饷总会”，为国内抗战募捐，并在美国积极宣传制止日本成为世界大战的策源地。美国记者哈里森·福尔曼在《红色中国报道》中记载：延安的救护车是“一辆半吨重的齐佛莱送货车，在侧面的‘救护车’字样的上面，漆着大的红十字。在这下面，漆着‘纽约注册的华人洗衣联合会捐赠’等字样”。
1937年抗日战争爆发后，以纽约为基地的“中国援助基金会”积极争取物资与人员援华抗战。加拿大共产党员、著名胸外科医生亨利·诺曼·白求恩一行医护三人带着很多医疗器械和药品经夏威夷、香港赴抗战前线，陈其瑗于1938年1月电告香港的中共党组织负责接待、尽一切办法保证白求恩一行的在香港与广东旅程安全。
1938年由于法国坚持对法西斯绥靖政策，巴黎出版的中文《救国时报》出境恶劣。1938年8月，饶漱石把《救国时报》社迁往纽约。中国局与大同盟的机关刊物《先锋》停刊，改用《救国时报》名称出版。饶漱石改组了中国局，余光生接替徐永煐出任中国局书记，徐永煐被派赴旧金山在美共支援下发动西海岸码头工人搞新一轮“对日禁运”。1939年秋，徐永煐奉命返回纽约“先与余光生，后与唐明照一起，取得美共中央的领导，清除叛徒，团结同志”，恢复与整顿纽约的组织。这时《救国时报》停刊。徐永煐和唐明照等以纽约“衣联会”名义创办了《美洲华侨日报》主编是冀贡泉。
1940年，由于美国国会通过法律限制共产党活动，美共取消了非美国公民的美共党籍。1944年5月，美共“十二大”宣布解散美共，成立共产主义政治协会，中国支部局也停止了活动。董必武参加联合国成立大会时，指示徐永瑛组织纽约的华侨党组织先行自动恢复党籍。1945年7月，福斯特重建美共，中国支部局随即恢复，徐永煐再次担任中国局书记。
1946年第二次国共内战爆发后，美共在国内开展了“不许干涉中国”群众运动，反对干涉中国内战，宣传维护国际和平。

## 重要人物
- 施滉，1924年清华毕业后留美。1928年斯坦福大学历史学硕士毕业。1930年回国，任中共中央翻译、河北省委宣传部长、省委书记。1933年因叛徒出卖，1934年初在南京雨花台被国民政府枪决。
- 徐永煐，1916-1924年在清华学校（大学）学习。1925年秋赴美留学。1926年在三藩市参加中国国民党。1927年四一二事件后加入美共。1933年—1936年和1945年底—1946年10月，徐永煐曾两度担任美共中国局书记。1941年—1946年，徐永煐接替回国的冀朝鼎任太平洋国际学会总部研究员。1946年回国。1955年任外交部美澳司司长。1964年5月出任中国人民外交学会副会长兼党组书记（名誉会长为周恩来、陈毅，会长为张奚若）。其子徐庆东1964年考取了北京电影学院，根据自己于1947年延安撤退东渡黄河的亲身经历写出电影剧本《马背上的摇篮》，由导演谢晋搬上了银幕，拍成电影《啊！摇篮》。
- 冀朝鼎（1902年－1963年），清华毕业留美。1941年返国，任孔祥熙的助理。1944年6月罗斯福派副总统华莱士访华，冀全程陪同，提供了蒋、孔家族贪污腐败情况。1949年后任中央财经委员会委员兼计划局副局长。
- 章友江（1901年1月16日－1976年5月19日），1924年清华学堂毕业，1925年留美斯坦福大学经济系。1927年加入共产党，当年底入莫斯科中山大学学习，1929年被“二十八个半布尔什维克”的宗派斗争波及清除出党。在国立北平大学任教。1936年1月参与创办北平文化界救国会（北方左翼作家联盟）。抗战初期任国立西北联合大学教授。1940年任国民政府财政部贸易委员会简派专员，专门研究苏联贸易；1944年任国民政府中央设计局（战后经建计划编拟机构）贸易组设计委员。1946年2月24日“中国民主宪政促进会”首届理事会候补理事，同月赴沈阳先任国民政府东北经济委员会商务处副处长、东北接收委员会物资处处长，参与对敌伪资产的处置事宜。1946年底，在沈阳参加了“中国民主革命同盟”。1948年8月，赴上海任国民政府输出入管理委员会顾问、输出推广主任，组织经济界迎接“解放”工作。上海被共产党占领后，任华东对外贸易管理局输出推广处处长、华东军政委员会贸易部进出口贸易管理处副处长。1951年1月任政务院人民监察委员会第一厅副厅长。1955年2月任国家监察部参事室副主任；1956年2月任国务院参事。1963年担任负责工交财贸的国务院参事室第二组组长。1976年因胃癌晚期在北医一院病逝。
- 胡敦元（1902年－1975年），安徽绩溪县人。1924年清华毕业。1925年留美。1927年加入共产党。获哥伦比亚大学经济学博士学位。抗战爆发后，组织了华侨抗日救国总会，并参与组织了美国援华委员会。麦卡锡主义泛滥时，受到联邦调查局和非美活动委员会的黑名单调查。1951年由美回国。先在外贸部工作，后在北京外贸学院教授。
- 罗静宜（1905年1月－1998年7月27日），女，上海人。北京女师大附中毕业留美加州大学和斯坦福大学。1925年9月参加革命，1927年2月加入中国共产党。1928年在莫斯科中国劳动大学学习。1930年回国工作。1949年后，任中央外贸局联络处处长，中国国际贸易促进会业务部部长，对外文委处长、副司长、研究室副主任，中国巴基斯坦友好协会总干事。第四届全国政协委员。
- 李道煊，陕西西安人，1926年清华毕业后留学斯坦福大学教育学学士；施滉离美接任中国局书记兼任《先锋报》负责人，1929年出席美共六大被美国警方逮捕而离任。1937年在西北农学院任教。1949年后定居香港。
- 骆一伦
- 张报（1903年11月5日－1996年1月7日），原名莫国史，壮族，广西扶绥县人。1920年考入清华学堂，后就读南开大学与北京师大。1926年毕业后，赴美芝加哥大学留学。1928年初加入共产党，任美共中国局第三任书记、美共中央党校秘书兼教员，美洲华侨反帝大同盟总部干事、《先锋报》主编，在美两次被捕。1932年赴苏就读列宁学院。1935年在莫斯科创办《救国时报》为副主编。1938年至1956年被流放西伯利亚。1956年回国，任新华社对外部俄文组组长，1962年任中央马恩列斯编译局专家。1982年离休。[4]
- 何植芬，1920年代末入党。1939年7月7日参与创办《美洲华侨日报》（China Daily News）长期在该报工作。1950年归国，任中新社通讯组组长。
- 余光生，新华社暨《解放日报》社代理社长、总编辑，铁道部副部长。
- 唐明照（1910年－1998年），广东恩平人。少年时代随父母移居旧金山念完了小学和初中。1927年归国读南开中学。1930年考入清华大学政治系。1931年12月入党。任中共北平西郊区委委员、中共北平市委组织部部长。1933年赴美留学。1937年获得加州大学伯克利分校历史系西方近代史本科学位，随后任纽约华侨洗衣馆联会的英文干事，1939年参与创办《美洲华侨时报》任第一任社长兼总编辑。二战期间在美国政府的纽约新闻处工作，任翻译。太平洋战争爆发后征召入伍，在美国战时情报局工作。战后复员，继续担任《美洲华侨时报》总编辑。1946年10月接任徐永瑛任中国局书记。1950年朝鲜战争爆发后唐明照举家离美回国。1972年4月至1979年任首位中国派出的联合国副秘书长。长女唐闻生，次女唐建文。
- 浦寿昌（1922年1月17日－），江苏无锡人。1944年入党。1946年获美国哈佛大学研究院博士学位。1950年回国，任职外交部。1954年任周恩来秘书。1975年任国家计委外事局长。1979年任邓小平特别助理随访美国。后任中华人民共和国外交部副部长、中国社科院顾问等。
- 徐鸣（1920年－），江苏无锡人。毕业于复旦大学、广西大学。1938年入党。曾任南方局成都市委组织部长，1944年圣诞节赴美留学。参与主持《美洲华侨日报》编辑工作。1950年归国后在外交部政策委员会、朝鲜停战谈判代表团工作。1956年任中国驻瑞典使馆临时代办、国家计委外事局局长等。
- 杨刚（1905年－1957年），女，湖北沔阳人，1944年赴美留学兼任《大公报》记者。1948年回国，任天津《进步日报》副总编、周恩来办公室主任秘书、中宣部处长、《人民日报》副总编等。
- 赖亚力（1910年－1994年），四川内江县人。1934年毕业于北京大学经济系。1934年12月开始为冯玉祥秘书。1938年入党。二战后与冯玉祥在美国纽约，兼《纽约时事新报》编辑。1949年后任外交部办公厅副主任兼秘书处处长、中苏友好协会副总干事兼秘书处主任。1956年后任日内瓦中美谈判中国代表团顾问、中国驻瑞士大使馆政务参赞、首任驻马里共和国大使。1965年任外交部礼宾司司长。1975年出任中国常驻联合国代表团大使级副代表。1981年至1991年，担任中国人民外交学会副会长兼中国国际友好联络会副会长、《冯玉祥选集》副总编辑。
- 陈翰笙（1897年－），江苏无锡人。1936年赴美任职太平洋学会。1949年后历任外交部顾问、外交学会副会长、国际关系研究所副所长等。
- 陈其瑗（1887年－1968年），广东新会人。同盟会元老，大革命时期黄埔军校、广州农民运动讲习所任，1927年被开除国民党党籍，之后侨居美国。1946年在香港参加组织民革。1949年出席新政协，历任政务院政法委委员、侨委委员，国家内务部副部长，全国侨联副主席等。
- 龚普生（1913年－），安徽合肥人。1936年毕业于燕京大学。1941年赴美学习，1945年任职联合国。建国后任外交部国际司副司长、司长，中国驻爱尔兰大使。
- 薛葆鼎（1916年－1998年），江苏无锡人，毕业于南京金陵大学化工专业。1938年入党。1944年赴美。负责旅美中国科协。1949年后历任上海市工业局副局长、国家计委重工业局副局长。中国社科院工经所副所长等职。
- 林棠（1905年－1997年），广东台山人，旅美华侨。30年代入党，曾任《华侨日报》编辑、中国局委员。解放初任政务院华侨事务委员会委员。
- 毕朔望（1918年－2000年？），江苏仪征人。原名庆杭。1937年入中央大学新闻系。50年代曾任中国驻印度使馆一秘。80年代曾任中国作协外事办公室主任。
- 武兆发（1904年－1957年），细胞学专家，1928年1月入党，同年24岁便在威斯康辛大学麦迪逊分校获傅士学位。回国后任辅仁大学 、北京师范大学一级教授。